# Bronisławów (powiat żyrardowski)
Bronisławów lub Bronisławów Mszczonowski – wieś w Polsce położona w województwie mazowieckim, w powiecie żyrardowskim, w gminie Mszczonów.
Wieś wchodzi w skład sołectwa Marianka.
W latach 1954–1959 wieś należała i była siedzibą władz gromady Bronisławów, po jej zniesieniu w gromadzie Mszczonów. 
W latach 1975–1998 miejscowość należała administracyjnie do województwa skierniewickiego.